# Sujeito Oculto: na Rota do Grande Sertão
Sujeito Oculto: na Rota do Grande Sertão, documentário, com 26 min. de duração, dirigido por Silvio Tendler, lançado em 2013, que refez a trajetória que Guimarães Rosa fez para escrever o romance Grande Sertão: Veredas, por onde, em 1952, seguiu a célebre boiada de 200 cabeças de gado, capitaneada por Manuelzão .